# Stanisław Bergman
Stanisław Wojciech Bergman (ur. 13 kwietnia 1862 w Krośnie, zm. 28 sierpnia 1930 tamże) – malarz zamieszkały w Krośnie na przełomie XIX i XX wieku.

## Życiorys
W  latach 1879–1885 studiował w Szkole Sztuk Pięknych w Krakowie pod kierunkiem Jana Matejki. Od 28 października 1885 roku studiował w Akademii Sztuk Pięknych w Monachium pod kierownictwem Otto Seitza i Sandora Wagnera. W latach 1887–1890 doskonalił swe umiejętności na oddziale kompozycyjnym. Lata 1909–1918 spędził w Wiedniu. Tam też przyznano mu stypendium naukowe. 
Po pobycie za granicą zamieszkał w Krośnie w willi zaprojektowanej dla niego przez architekta 
Jana Sasa-Zubrzyckiego i tu zmarł w 1930 roku. Został pochowany na Starym Cmentarzu w Krośnie.
Był stryjem Stanisława Bergmana (1885–1958), majora rezerwy WP.
Obrazy Stanisława Bergmana znajdują się obecnie na Ekspozycji Muzeum Podkarpackiego w Krośnie. Do najbardziej znanych dzieł należą: „Syn marnotrawny” oraz „Stanisław Oświęcim przy zwłokach Anny Oświęcimówny”.

## Galeria

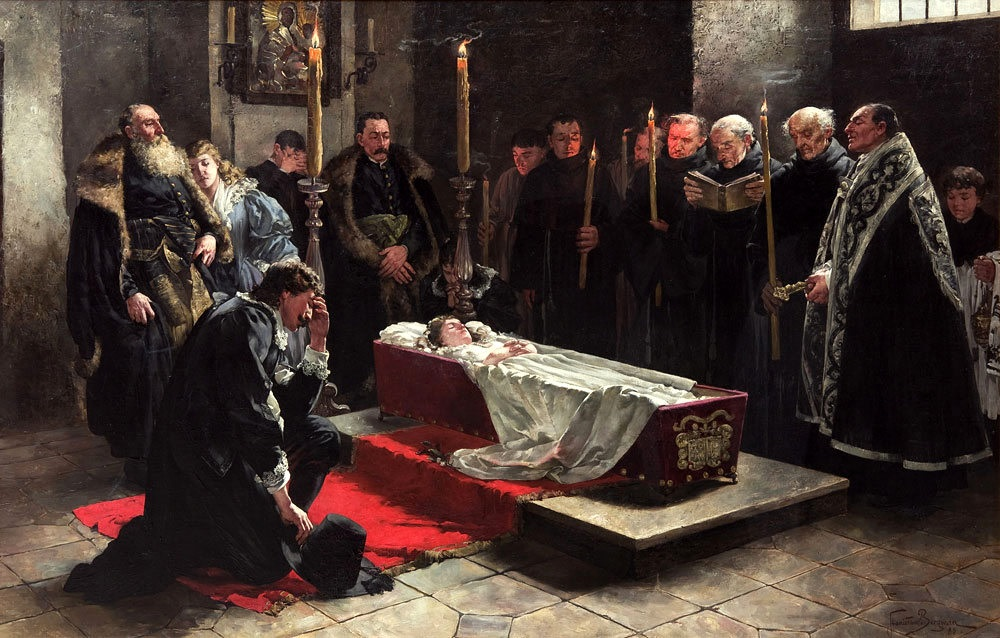
Stanisław Oświęcim przy zwłokach Anny Oświęcimówny z 1888 roku
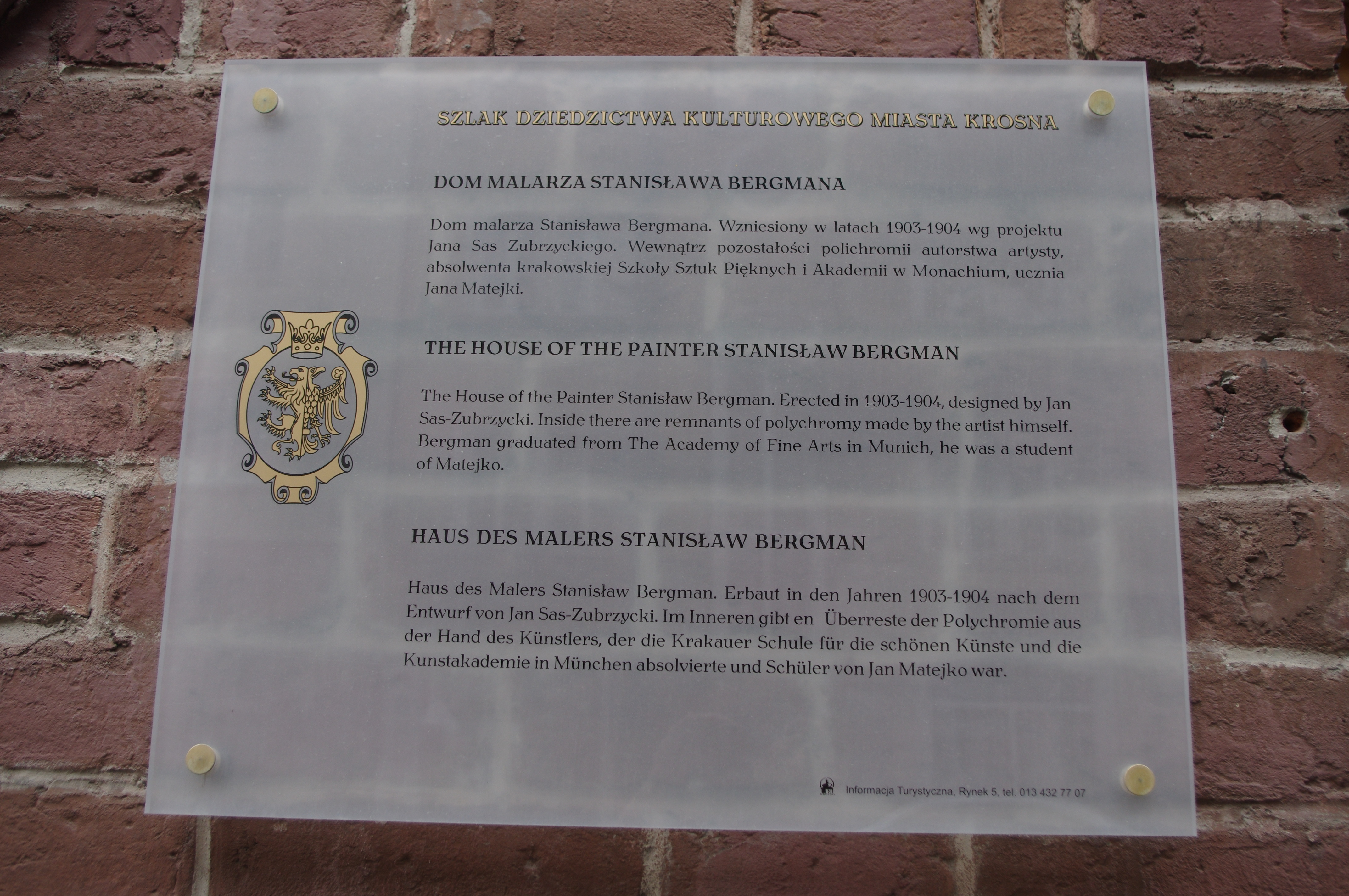
Tablica na domu Stanisława Bergmana w Krośnie
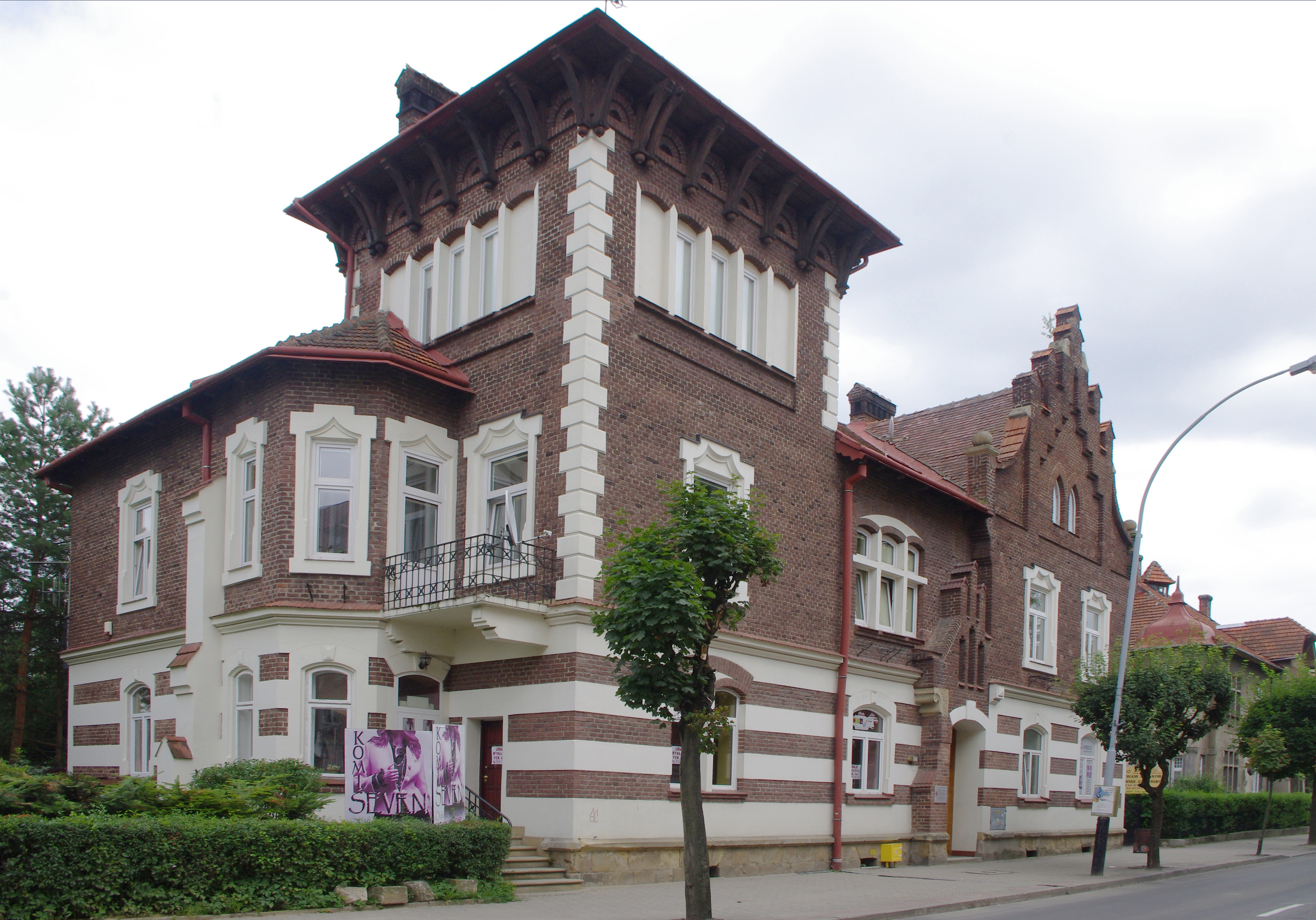
Dom Stanisława Bergmana w Krośnie
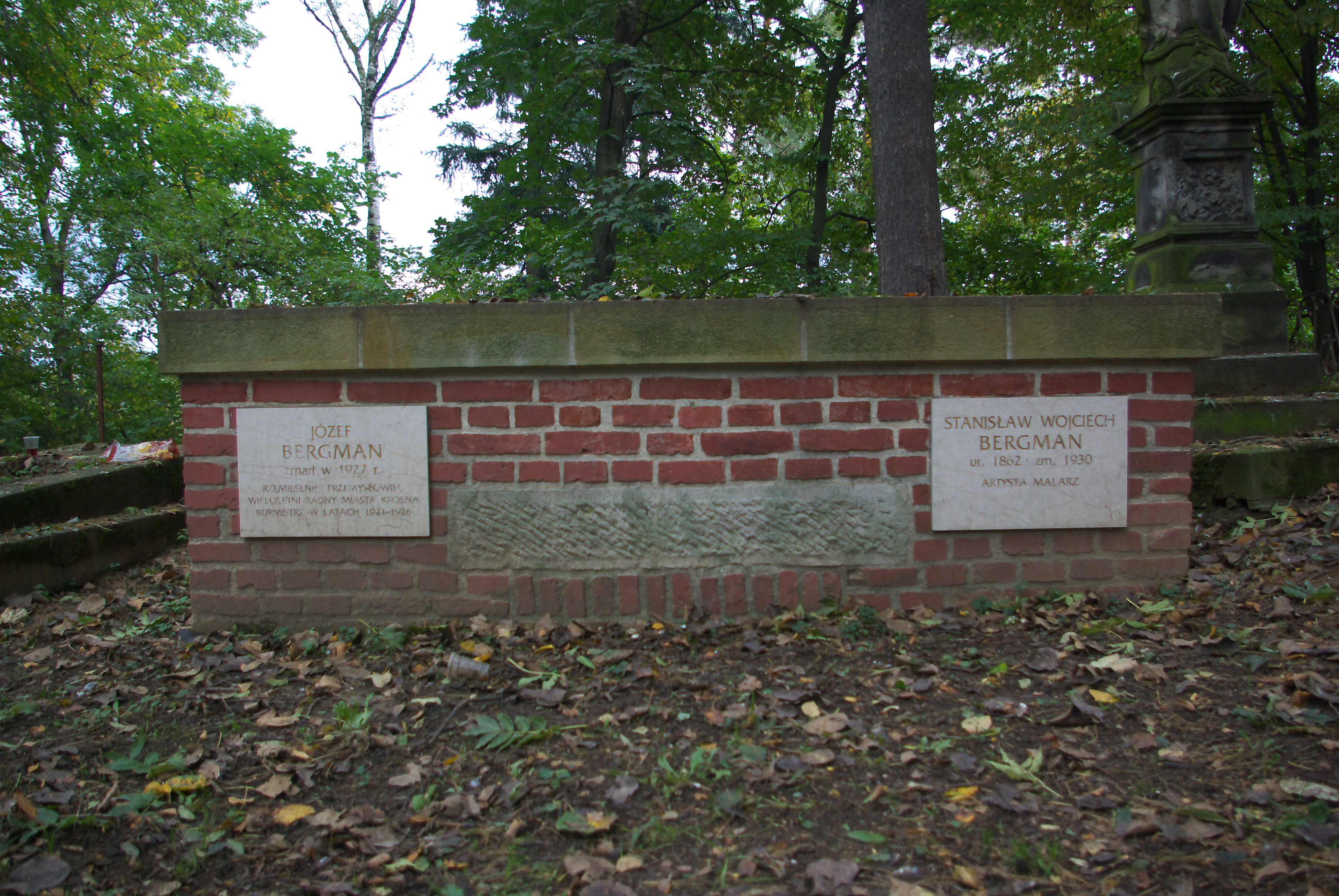
Grób przemysłowca Józefa Bergmana i malarza Stanisława Bergmana na Starym Cmentarzu w Krośnie